# Proterosuchia
Los proterosúchidos (Proterosuchia*) son un suborden del orden Thecodontia*, hoy en desuso, que incluía las formas más primitivas y ancestrales. Eran primitivos arcosaurios similares a cocodrilos que vivieron sobre todo durante el período Triásico Inferior. En clasificaciones posteriores, se han incluido varias familias, por ejemplo Proterosuchidae, Erythrosuchidae y Proterochampsidae.
No obstante, bajo el sistema de clasificación cladística, es un grupo parafilético, por lo que no se usa actualmente, aunque pueda ser encontrado en muchos libros de textos (incluyendo en el Vertebrate Paleontology and Evolution de Carroll). En la comprensión filogenética actual, Proterosuchia constituye los Archosauriformes basales; es decir, agruparía a los arcosauromorfos pero excluyendo a los arcosaurios verdaderos.